# Vicálvaro
Ne doit pas être confondu avec Vicálvaro (métro de Madrid).

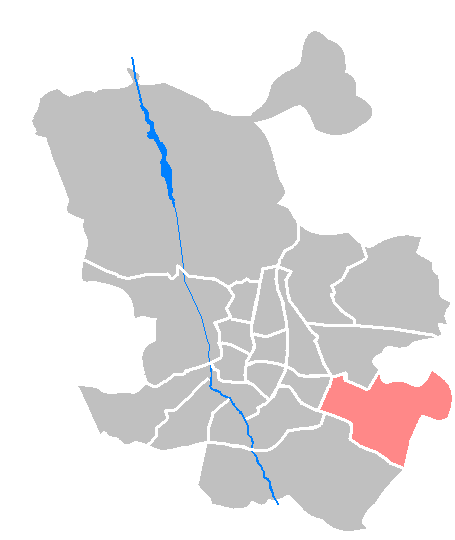
Localisation de Vicálvaro

Vicálvaro est un des vingt-et-un arrondissements de Madrid, situé à l'est de la ville à 8km du centre et est divisé administrativement par les quartiers de Casco Histórico de Vicálvaro (19.1), Valdebernardo (19.2), Valderrivas (19.3) et El Cañaveral (19.4). 
L'arrondissement de Vicálvaro est limitrophe à l'ouest de Moratalaz, au nord de San Blas, au sud de Villa de Vallecas et à l'est des municipalités de Coslada et Rivas-Vaciamadrid.
Il s'agit d'une ancienne municipalité de la province de Madrid, rattachée à la capitale espagnole en 1951.
Le plus grand gisement de sépiolite exploité en Europe se trouve à Vicálvaro, au pied de la colline d'Almodóvar.